# Rivière Mahaut
Pour les articles homonymes, voir Mahaut (homonymie).
Ne doit pas être confondu avec rivière Mahault.
La rivière Mahaut est un fleuve de Guadeloupe situé en Basse-Terre et appartenant administrativement à Pointe-Noire.

## Description

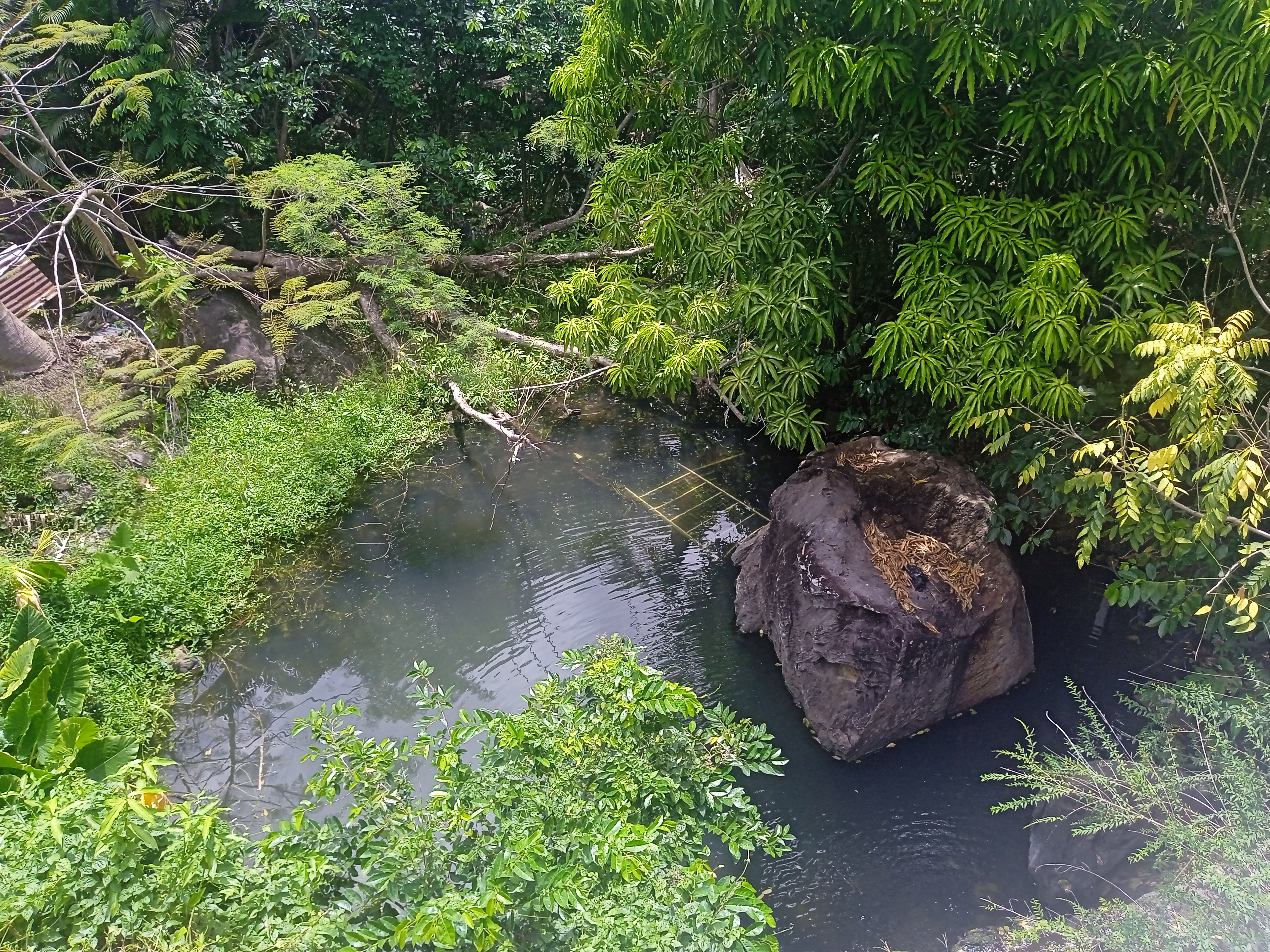
La rivière Mahaut à la hauteur de la traversée de la route nationale 2

Il prend sa source vers la crête Mahaut vers 500 m d'altitude et prend le nom de rivière Cacao qu'il conserve jusqu'à l'Habitation St-Léon, soit sur environ 2 km avant de prendre le nom de Mahaut. Il atteint son embouchure dans l'anse Mahaut entre la pointe Mahaut et la pointe Fillon après un cours d'environ 4 km. Il s'écoule à travers les anciennes plantations de cacao de Mahaut.